# Dubiefostola
Dubiefostola is een kevergeslacht uit de familie van de boktorren (Cerambycidae). De wetenschappelijke naam van het geslacht werd voor het eerst geldig gepubliceerd in 1991 door Tavakilian & Monné.

## Soorten
Dubiefostola is monotypisch en omvat slechts de volgende soort:
- Dubiefostola auricollis Tavakilian & Monné, 1991